# Platycheirus fumosus
Platycheirus fumosus är en tvåvingeart som beskrevs av Violovitsh 1982. Platycheirus fumosus ingår i släktet fotblomflugor, och familjen blomflugor. Inga underarter finns listade i Catalogue of Life.